# Garcia Fernandes de Penha
Garcia Fernandes de Penha (1180 -?) foi um nobre medieval do  Reino de Portugal e pelo casamento senhor da Quintã de Santa Leocádia de Baião, actual vila portuguesa no Distrito do Porto, Região do Norte e sub-região do Tâmega, que recebeu como herança por via do casamento do seu primo Pero Ponce de Baião ou Pero Ponço de Baião. 

## Relações familiares
Foi casado com Teresa Pires de Baião (1190 -?) filha de Pedro Afonso de Baião (1170 -?) e de Maria Fernandes Acha (c. 1170 -?), de quem teve:
1. Rui Garcia de Penha foi casado por duas vezes, a primeira com Constança Anes Redondo e a segunda com Berengária Aires Gozende;
2. Sancha Garcia de Penha (1210 -?) casada com Martim Lourenço da Cunha.